# Merle à dos gris
Turdus hortulorum
Espèce
Statut de conservation UICN

 LC  : Préoccupation mineure
Le Merle à dos gris (Turdus hortulorum) est une espèce de passereaux appartenant à la famille des Turdidae.

## Habitat et répartition
Cet oiseau vit en Manchourie et régions limitrophes de Sibérie et de la péninsule coréenne ; il hiverne dans le sud-est de la Chine et le nord-est du Vietnam.
Son cadre de vie naturel est les forêts tempérées.